# Wolffia
Wolffia ist eine Pflanzengattung in der Unterfamilie Wasserlinsengewächse (Lemnoideae) und damit der Familie der Aronstabgewächse (Araceae).

## Beschreibung
Die Sprossglieder der krautigen Pflanze sind an der Wasseroberfläche oder darunter frei flutend. Die Sprossglieder sind symmetrisch, kugelförmig, eiförmig oder boot-förmig einzeln oder hängen paarig zusammen. Ihre Oberseite ist grün, ihre Unterseite grün bis transparent; sie sind nie rötlich. Es ist ein basaler Hohlraum vorhanden, in dem Tochter-Sprossglieder produziert werden. Dieser Hohlraum ist an seiner Basis nicht von einer Schuppe umgeben. Adern und Wurzeln fehlen. Tochter-Sprossglieder sind mit den Mutter-Sprossgliedern durch einen kurzen, nicht sichtbaren Stiel verbunden.
Die Blüte entspringt auf der Oberseite aus einem Hohlraum in der Nähe der Mittellinie. Dieser Hohlraum ist ebenfalls nicht von einer Schuppe umgeben. Der Fruchtknoten besitzt eine Samenanlage. Das eine Staubblatt ist zweikammerig. Der eine Samen ist fast glatt.

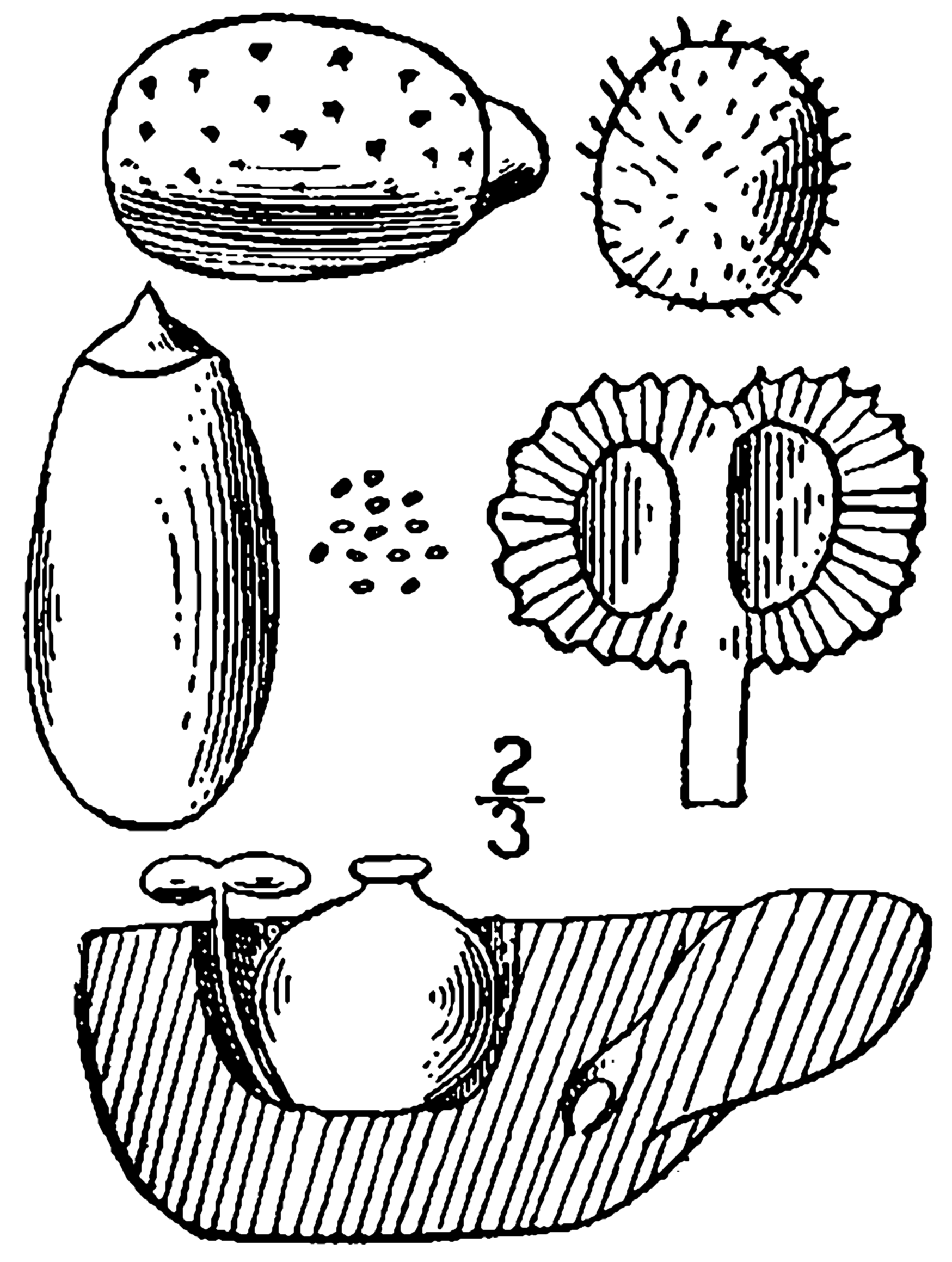
Illustration von Wolffia brasiliensis

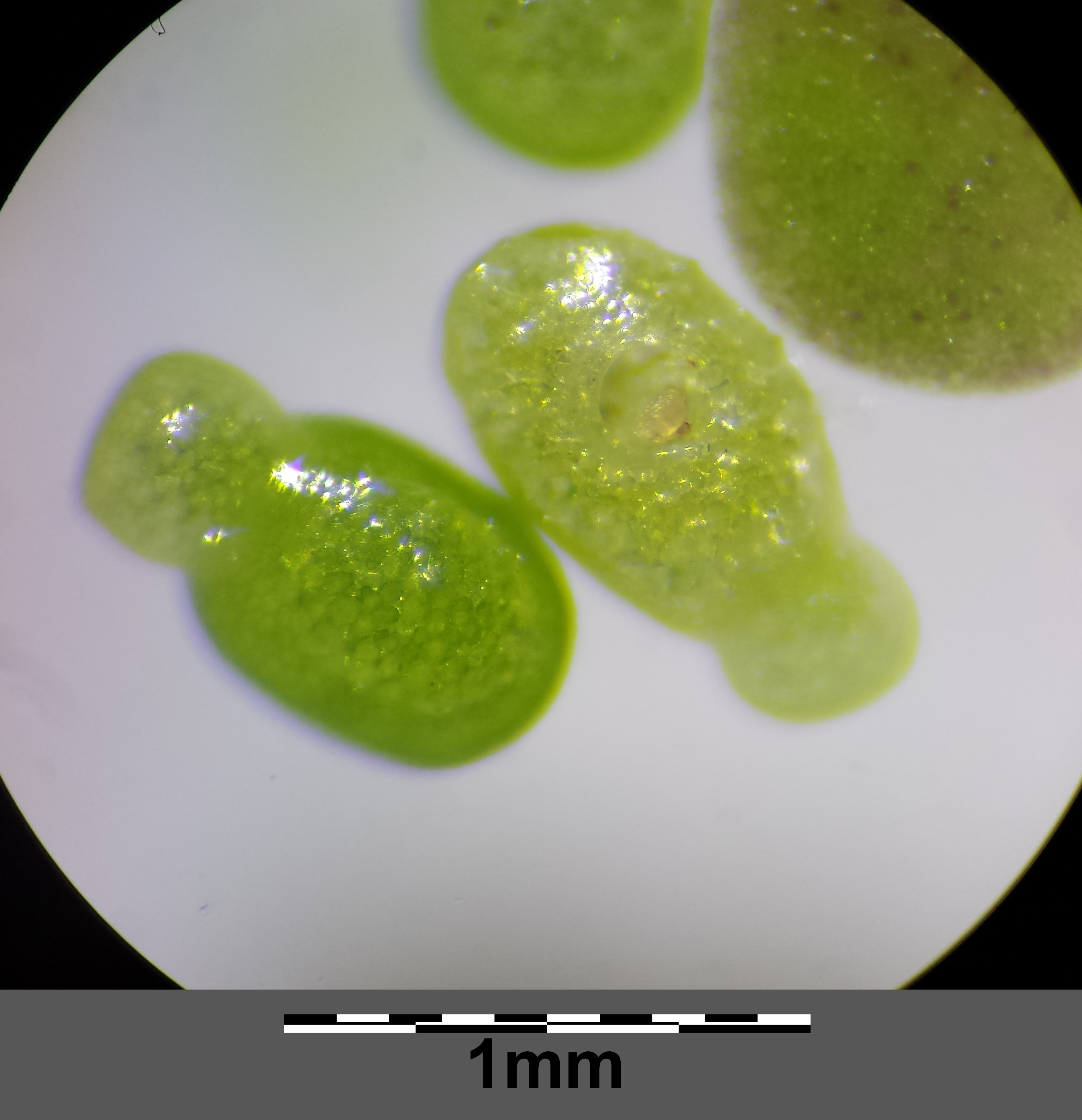
Wolffia columbiana, blühend (Mitte rechts)

## Systematik und Verbreitung
Die Gattung Wolffia („Zwergwasserlinse“) wurde 1844 von Matthias Jacob Schleiden aufgestellt. Sie wurde benannt zu Ehren von Johann Friedrich Wolff (1778–1806) einem deutschen Arzt, Botaniker und Entomologen; er praktizierte als Arzt in Schweinfurt und hat über Wasserlinsen (Lemna) promoviert.
Die Gattung Wolffia ist annähernd kosmopolitisch verbreitet.
Die Gattung Wolffia umfasst elf Arten:
- Wolffia angusta Landolt: Sie kommt von Malaysia bis Australien vor.[2]
- Wurzellose Zwergwasserlinse (Wolffia arrhiza (L.) Horkel ex Wimm.): Sie ist in Eurasien und Afrika verbreitet.[2]
- Wolffia australiana (Benth.) Hartog & Plas: Sie kommt in Australien und Neuseeland vor.[2]
- Wolffia borealis (Engelm.) Landolt: Sie kommt vom südlichen Kanada bis zu den mittleren USA verbreitet.[2]
- Wolffia brasiliensis Wedd.: Sie ist in der Neuen Welt verbreitet.[2]
- Wolffia columbiana H.Karst.: Sie ist in der Neuen Welt verbreitet.[2]
- Wolffia cylindracea Hegelm.: Sie kommt von Angola und Kenia, Tansania sowie Simbabwe bis Südafrika vor.[2]
- Wolffia elongata Landolt: Sie kommt nur auf den Niederländischen Antillen und in Kolumbien vor.[2]
- Wolffia globosa (Roxb.) Hartog & Plas: Sie ist vom subtropischen bis tropischen Asien verbreitet.[2]
- Wolffia microscopica (Griff.) Kurz: Sie kommt in Indien, Bangladesch und Pakistan vor.[2]
- Wolffia neglecta Landolt („Übersehene Zwergwasserlinse“): Sie kommt in Indien, Pakistan und Sri Lanka vor.[2]